# 옐레나 본네르
옐레나 게오르기예브나 본네르(러시아어: Елена Георгиевна Боннер, 1923년 2월 15일 ~ 2011년 6월 18일)는 소련과 러시아의 활동가, 인권 운동가로서 안드레이 사하로프의 아내이기도 하다.

## 생애
옐레나 본네르는 1923년 2월 15일에 투르크메니스탄 마리에서 태어났다. 옐레나 본네르의 아버지인 게보르크 알리하냔은 소련 아르메니아 공산당 중앙위원회 책임비서를 역임한 아르메니아인이고 옐레나 본네르의 어머니인 루피 본네르는 공산주의 활동을 벌였던 유대인이다. 옐레나 본네르의 아버지인 게보르크 알리하냔은 1937년 5월에 이오시프 스탈린이 주도한 대숙청 과정에 의해 체포되었고 얼마 지나지 않아서 처형당하고 만다. 옐레나 본네르의 어머니인 루피 본네르 또한 얼마 지나지 않아서 체포되었고 카자흐스탄 카라간다 인근에 위치한 굴라그에서 8년 동안 중노동을 하는 형벌을 받게 된다.
옐레나 본네르는 제2차 세계 대전 시기에 소련 군대에서 간호사로 지원 입대한 이후에 2차례의 부상을 당했고 1946년에는 상이군인으로 명예 제대하게 된다. 종전 이후에는 레닌그라드 제1의학연구소(현재의 상트페테르부르크 국립 파블로프 의과대학)에서 소아청소년과 학위를 취득했다. 1950년에는 의과대학 동창이었던 이반 세묘노프와 결혼하여 슬하에 딸 1명, 아들 1명을 두었지만 1965년에 이혼하고 만다.
옐레나 본네르는 1964년에 소련 공산당에 입당했지만 1968년 체코슬로바키아에서 일어난 프라하의 봄을 계기로 인권 활동을 전개하게 된다. 1970년에는 러시아 칼루가에서 항공기 납치 사건과 관련된 재판을 받던 도중에 핵물리학자 겸 인권 운동가인 안드레이 사하로프를 처음 만났고 1972년에는 안드레이 사하로프와 결혼하게 된다. 1975년에는 안드레이 사하로프가 노벨 평화상 수상자로 선정되었지만 안드레이 사하로프는 소련 당국으로부터 출국을 금지당한 상태였다. 이 때문에 옐레나 본네르가 노르웨이 오슬로에서 열린 노벨 평화상 시상식에서 남편을 대신하여 참석하게 된다. 1976년에는 모스크바 헬싱키 그룹 설립에 참여했다.
1980년 1월에는 안드레이 사하로프가 소련의 아프가니스탄 침공에 반대하는 시위에 참여한 이후에 러시아 고리키(현재의 니즈니노브고로드)에 유배되었다. 옐레나 본네르는 모스크바와 고리키 사이를 왕복하면서 남편과 외부 세계 간의 연락을 담당했지만 옐레나 본네르도 고리키에 유배되고 만다. 옐레나 본네르는 유배 생활 도중에 심장 질환이 악회되면서 수술을 요구하는 상황에 이르게 된다. 안드레이 사하로프는 아내의 수술을 위해 자신의 해외 출국을 허락해 줄 것을 요구하는 단식 투쟁을 벌였다.
1985년 3월에 소련 공산당 서기장으로 새로 취임한 미하일 고르바초프가 옐레나 본네르의 해외 출국을 허용하면서 옐레나 본네르는 1985년에 미국에서 관상동맥우회로이식술을 받게 된다. 1986년 12월에는 미하일 고르바초프가 전화 통화를 통해 안드레이 사하로프와 옐레나 본네르 부부의 유배 조치를 해제하면서 모스크바로 돌아오게 된다. 1989년 12월 14일에 안드레이 사하로프가 사망한 이후에는 모스크바에 안드레이 사하로프 재단, 사하로프 기록 보관소를 설립했고 러시아와 세계 각지에서 민주주의와 인권 운동을 전개했다.
옐레나 본네르는 1991년에 일어난 8월 쿠데타에서 소련 의회를 지지했고 1993년에 일어난 러시아 헌정위기에서는 보리스 옐친을 지지했다. 1994년에는 제1차 체첸 전쟁에 반대하는 차원에서 러시아 대통령 인권위원 자리에서 사퇴했고 2010년에는 블라디미르 푸틴의 퇴진을 요구하는 서명 운동에 참여했다.
옐레나 본네르는 1991년에 라프토 기념상을, 2001년에 유럽 의회로부터 로베르 쉬망 메달을 수상했을 정도로 수많은 국제 인권상을 수상했다. 2011년 6월 18일에 미국 매사추세츠주 보스턴에서 향년 88세를 일기로 사망했다.